# Shit

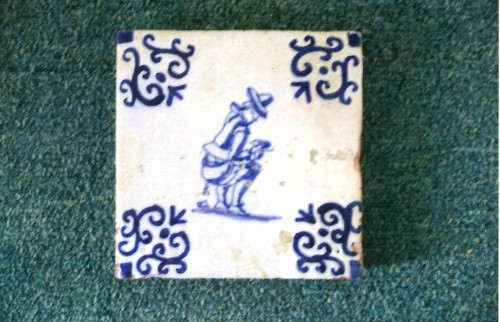
Wandtegel uit Delfts blauw, 17de eeuw

Shit (Engels, letterlijke vertaling: schijt) is een schuttingwoord uit het Engels dat ook in Nederland en Vlaanderen is doorgedrongen in het dagelijkse taalgebruik. Zowel in Angelsaksische als in Nederlandstalige gebieden geldt het als een lichtelijk vulgair scheldwoord.

## Etymologische achtergrond
Het woord is vermoedelijk afkomstig van het Oudengelse woord scite (mest) en scitte (diarree). Dit ging over in de Middelengelse woorden schītte (ontlasting), schyt (diarree) en shiten (poepen). De bron van al deze woorden kan vermoedelijk worden gevonden in het Proto-Germaans en daarvoor misschien al in het Proto-Indo-Europees in het woord "skheid", wat afscheiden betekent. Het Engelse woord "shed" kent vermoedelijk dezelfde oorsprong. 

## Equivalenten
In andere Indo-Europese talen kunnen woorden worden gevonden die lijken op "shit" en ook min of meer dezelfde betekenis hebben. Voorbeelden zijn het Duitse Scheiße, het Nederlandse schijt, het Zweedse skit, het IJslandse skítur, het Noorse skitt en het Oudgrieks skor.
Woorden met dezelfde betekenis in Romaanse talen zijn veelal afleidingen van het Latijnse merda (Italiaans en Portugees: merda, Spaans: mierda, Frans: merde).